# ماهی کله‌چاق
ماهی کله‌چاق (نام علمی: Psychrolutes microporos) نام یک گونه از تیره ماهیان کله‌گنده است.